# گمینا کاژمیژ دولنه
گمینا کاژمیژ دولنه (به لهستانی:  Gmina Kazimierz Dolny) یک گمینا در لهستان است که در شهرستان پوواو واقع شده‌است. گمینا کاژمیژ دولنه ۷۲٫۴۹ کیلومتر مربع مساحت و ۷٬۰۱۸ نفر جمعیت دارد.